# Vantablack

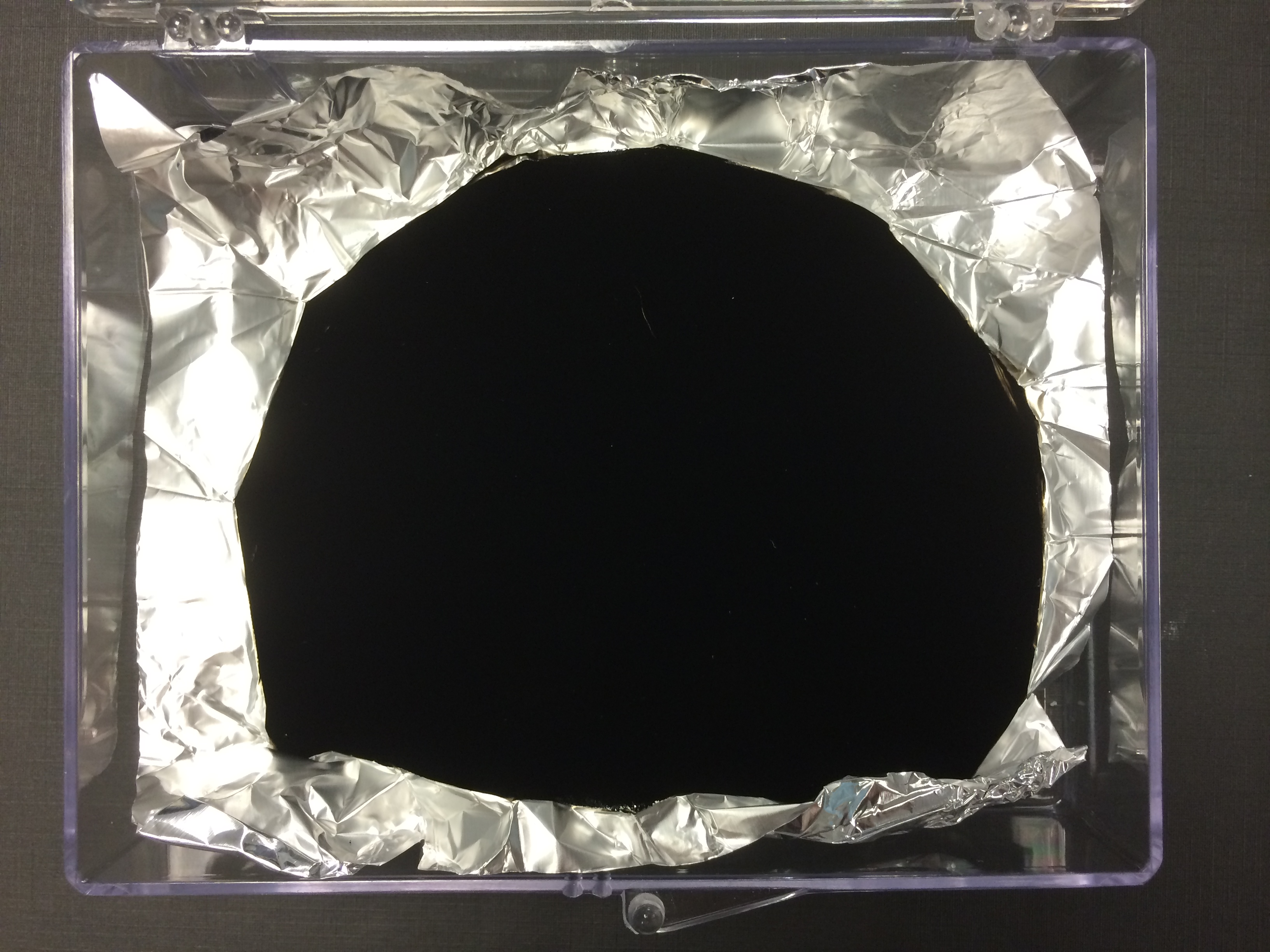
Vantablack на алюминиевой фольге

Vantablack ([вантаблэк]; от англ. vertically aligned nanotube arrays «вертикально ориентированные массивы нанотрубок» + black «чёрный») — субстанция из углеродных нанотрубок. Является одним из самых чёрных из известных веществ. Поглощает 99,965 % падающего на него излучения: видимого света, микроволн и радиоволн (для сравнения: самый чёрный уголь поглощает 96 % света). Состоит из насаждения вертикальных нанотрубок, которые «растут» на алюминиевой фольге; фотоны, попадая на Vantablack, теряются между этими нанотрубками и, практически не отражаясь обратно, превращаются в тепло. Впервые это вещество было представлено учёными Национальной физической лаборатории Великобритании и Surrey NanoSystems на авиасалоне Фарнборо в июле 2014 года.
У полученного вещества есть много потенциальных применений: например, предотвращение рассеивания света в телескопах, улучшение инфракрасных камер, работающих на Земле и в космосе, может применяться в системах тепловой защиты и в качестве покрытия миниатюрных узлов и элементов различных микроэлектромеханических устройств. Поглощение этим объектом излучений открывает возможность создания лёгких и прочных покрытий, защищающих человека и космические корабли от сильной радиации. Также возможно его применение для увеличения поглощения тепла в материалах, используемых в технологиях по концентрации солнечной энергии, а в военной сфере Vantablack можно использовать при создании «температурного камуфляжа», например, для воздушных судов. Впрочем, учёным, создавшим Vantablack, запрещено разговаривать с журналистами на тему потенциального военного применения их материала, и цену на него они также отказались озвучить, ограничившись фразой «он очень дорогой».
Интересна реакция человеческого глаза на Vantablack: благодаря почти полному отсутствию отражённого света, человек воспринимает это не как некий очень чёрный предмет, а как ничто, как провал в бездну, в чёрную дыру, как двумерную черноту. Свой интерес к Vantablack высказал известный скульптор Аниш Капур, который заявил, что это вещество будет очень эффектно в роли краски, например, для изображения бездонного космоса.
В 2014 году первые покупатели аэрокосмической и оборонной отраслей уже получили свои заказы Vantablack.

## Комментарий
1. ↑  В 2019 году Массачусетский технологический институт сообщил Архивная копия от 4 августа 2020 на Wayback Machine о создании вещества, отражающего почти вдесятеро меньше света, чем Vantablack — а именно, поглощающего 99,995 % падающего на него света.